# L'Hôpital-le-Grand
L'Hôpital-le-Grand è un comune francese di 956 abitanti situato nel dipartimento della Loira della regione dell'Alvernia-Rodano-Alpi.

## Storia

### Simboli
La croce è quella dell'Ordine degli Ospitalieri di San Giovanni di Gerusalemme che erano presenti nel territorio del comune. Il toro simbolizza l'allevamento dei bovini.

## Società

### Evoluzione demografica
Abitanti censiti